# Mysidopsis angusta
Mysidopsis angusta är en kräftdjursart som beskrevs av Georg Ossian Sars 1864. Mysidopsis angusta ingår i släktet Mysidopsis och familjen Mysidae. Arten är reproducerande i Sverige. Inga underarter finns listade i Catalogue of Life.